# Societatea Regală de Geografie din Marea Britanie
Societatea Regală de Geografie din Marea Britanie (Royal Geographic Society, prescurtat ca RGS) este o societate de învățământ a Regatului Unit și un corp profesional în domeniul geografiei, fondată în 1830 pentru avansarea științelor geografice. În prezent este centrul principal al geografilor și al învățământului geografic. Societatea are peste 16.500 membri, lucrările sale ajungând la public prin publicații, grupuri de cercetare și prelegeri.

## Istorie
Societatea a fost înființată în 1830 sub denumirea de Geografic Society of London, ca instituție pentru promovarea „avansării științei geografice”. Ulterior a absorbit Asociația africană mai veche, fondată de Sir Joseph Banks în 1788, precum și Clubul Raleigh și Asociația Palestina.
Printre membrii fondatori ai Societății s-au numărat Sir John Barrow, Sir John Franklin și Sir Francis Beaufort. Sub patronajul regelui William IV a devenit mai târziu cunoscută sub numele de The Royal Geographic Society (RGS) și a primit Carta Regală în perioada reginei Victoria în 1859.

## Legături externe
- Royal Geographic Society (cu IBG): inima geografiei
- Royal Geographic Society Picture Picture - Imagini de călătorie și explorare